# Костинюк Осип Антонович
Костинюк Осип Антонович (15.04.1890 — 1919/1920) — український педагог, громадський діяч, поручник Буковинського легіону, УГА та Буковинського Куреня Дієвої армії УНР.

## Життєпис
Народився у селі Явірник Надвірнянського повіту Королівства Галичини та Володимирії (Австро-Угорщина) в селянській родині.

З 1900 р. навчався у 2-й цісарсько-королівській державній гімназії в Чернівцях (нім. K. k. II Staats Gymnasium in Czernowitz, сьогодні Чернівецька гімназія № 5), де 14 липня 1910 р. склав матуральні іспити.
Вищі студії здобув на філософському факультеті Університету Франса Йосифа в Чернівцях (нім. Franz Josephs Universität in Czernowitz сьогодні ЧНУ ім. Ю.Федьковича), які закінчив кандидатом філології. Студентом, допомагав Юліану Кобилянському в роботі над укладанням латинсько-українського словника.

Один із засновників українського академічного товариства «Запороже», член правління з 1912 р., голова товариства з березня 1913, «почесний батько» організації.

Під час навчання мешкав в Чернівцях по вул. Струмкова (нім. Bachgasse, сьогодні вул. Нечуя-Левицького), 22.

З вересня 1913 р. вчителює у Вижницькій державній гімназії (нім. K. k. Franz-Josephs Gymnasium in Wiznitz), де викладав латинську та грецьку мови. За короткий час заслужив авторитет і повагу. За оцінкою Миколи Домашевського:
|  | ...був великим другом шкільної молоді, яка дуже його шанувала... |

У Вижниці одружився з дочкою нотаря Людміла Клюґера.

Як один з найкращих знавців україномовної стенографії на Буковині демонстрував (травень 1914) свої графічні роботи на міжнародній виставці «Bugra» (книжкова торгівля і графіка) у Ляйпціґу.

### Перша світова війна
Від початку війни, разом з іншими педагогами Вижницької гімназії пішов до війська. Воював на фронті в Карпатах в легіоні буковинських гуцульських добровольців.

З 01.07.1915 р. іменований хорунжим резерву, з 01.01.1916 р. — лейтенантом резерву, а з 01.02.1918 р. — обер-лейтенантом резерву.

У грудні 1914 р. нагороджений великою срібною медаллю за відвагу 1-го класу на стяжці хоробрості, отримавши при цьому похвалу від командира корпусу. В березні 1916 р. нагороджений срібною медаллю за мужність 2-го класу з мечами. Із спогадів Іллі Семаки:
|  | Значне, дуже значне число Гуцулів дістало медаль хоробрости. Їх хорунжий Осип Костинюк зістав відзначений великою срібною медалею. Всі визначні борці, кождий герой, кождий витязь. |

Навіть у воєнні лихоліття Осип Костинюк не поривав зв'язку з Вижницькою гімназією. З вдячного оголошення правління вижницького товариства «Шкільна поміч»:
|  | приїхавши в 03.1916 р. у відпустку до своєї родини, наш дорогий товариш цісарсько і королівський поручник при гуцульських Стрільцях пан Осип Костинюк зложив з нагоди свого побуту у Вижниці суму 50 корон на шкільні книжки для бідних учеників цісарсько королівської ґімназії у Вижниці, при якій він був перед війною професором |

Повернувшись з війська у 1918 р., продовжив викладацьку працю в Вижницькій гімназії.

### Українська революція
Під час революційних подій брав активну участь у становлені української влади в краї.

10 травня 1919 р., після румунської окупації північної Буковини, в рамках другого виїзду українських службовців, які відчували себе громадянами української держави і не бажали скласти присягу на вірність Румунському королівстві, виїхав на Галичину.

У Коломиї став на службу як поручник УГА.

24 травня 1919 р., після поачтку вторгнення румунів на Покуття, в складі бойової групи «Нижнів», відступав до Базару та Майдану. Там брав участь (05.06.1919) у нараді старшин УГА (Г.Гладкий, Я.Голота, О.Костинюк, Л.Семчук, Т.Шухевич, Г.Чарнецький), яка прийняла ухвалу: «Не уступимо ні на одну п'ядь, скоріше умремо, як уступимо!». Відзначився в боях як в Галичині, так і на Наддніпрянщині. Після переходу (17.07.1919) УГА через Збруч воював у складі Буковинського Куреня. Із спогадів Василя Руснака:
|  | ...в складі того батальйону воював і загинув геройською смертю бувший професор Вижницької гімназії Осип Костинюк... |

Загинув поручник Осип Костинюк взимку 1919-1920 років біля Бірзулі.

## Джерело
Володимир Старик. Костинюк Осип Антонович// Західно-Українська Народна Республіка 1918—1923. Енциклопедія: До 100-річчя утворення Західно-Української Народної Республіки. Т. 2: 3 — О.Івано-Франківськ: Манускрипт-Львів, 2019. 832с. — С. 297—298.